# Controvérsias envolvendo a Nestlé

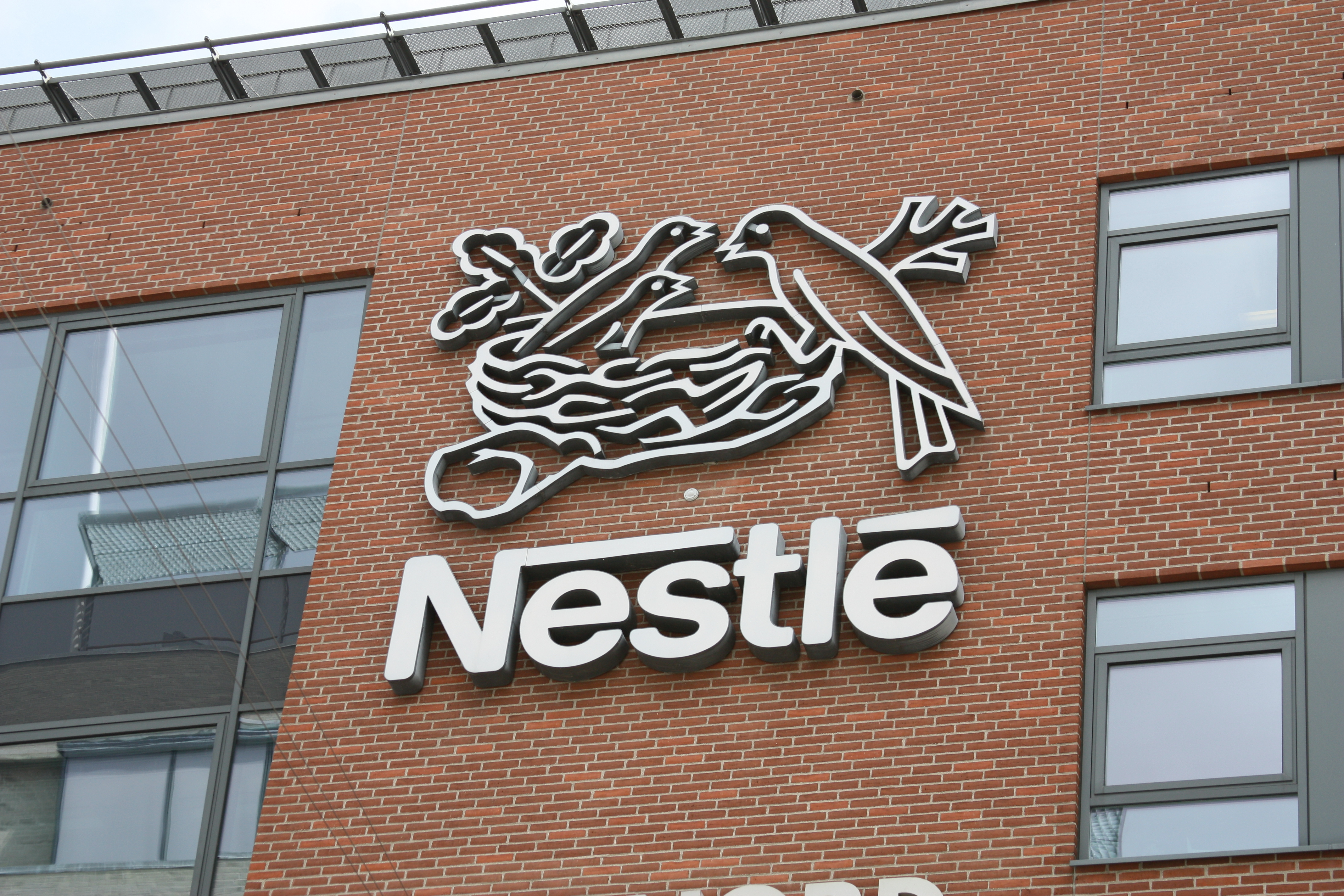
Logo da Nestlé em uma fábrica em Copenhague

A Nestlé esteve envolvida em um número significativo de controvérsias e foi criticada diversas vezes pelas suas práticas comerciais. Desde a década de 1970, as críticas à Nestlé aumentaram devido ao uso relatado pela empresa de
- escravidão;
- trabalho infantil;
- incidentes de produtos alimentares contaminados e infestados;
- impedindo o acesso à água não engarrafada em países empobrecidos;
- espalhando ativamente desinformação sobre reciclagem;
- bombeamento ilegal de água de reservas indígenas afetadas pela seca;
- fixação de preços;
- extensa atividade antissindical;
- desmatamento.

## Marketing de fórmulas infantis
A preocupação com o "marketing agressivo" da Nestlé em relação aos seus substitutos do leite materno, especialmente nos países economicamente menos desenvolvidos, surgiu pela primeira vez na década de 1970. Críticos acusaram a Nestlé de desencorajar as mães a amamentar e sugerir que sua fórmula infantil é mais saudável do que a amamentação por meio de campanhas publicitárias que sugeriam que a fórmula era usada por profissionais de saúde. Isso incluía vendedores da Nestlé se vestindo como enfermeiras para convencer clientes da falsa alegação de que a fórmula melhoraria os resultados de saúde dos bebês. Isto levou a um boicote que foi lançado em 1977 nos Estados Unidos e posteriormente alastrou-se à Europa. O boicote foi suspenso nos EUA em 1984, após a Nestlé ter concordado em seguir um código internacional de marketing aprovado pela Organização Mundial de Saúde (OMS), mas foi relançado em 1989. Desde 2011, a empresa está incluída no FTSE4Good Index [en], criado para facilitar investimentos éticos.
No entanto, a empresa teria repetido essas mesmas práticas de marketing em países em desenvolvimento, como o Paquistão, na década de 1990. Um vendedor paquistanês chamado Syed Aamir Raza Hussain tornou-se um denunciante contra seu ex-empregador, a Nestlé. Em 1999, dois anos após deixar a Nestlé, Hussain divulgou um relatório em parceria com a organização sem fins lucrativos Baby Milk Action, no qual alegava que a Nestlé estava incentivando médicos a promover seus produtos de fórmula infantil em detrimento da amamentação. A Nestlé negou as alegações de Raza. Esta história inspirou o aclamado filme indiano Tigers [en] de 2014, do diretor bósnio vencedor do Oscar, Danis Tanović.
Em maio de 2011, dezenove ONGs internacionais com sede no Laos, incluindo Save the Children, Oxfam, CARE International, Plan International e World Vision, lançaram um boicote à Nestlé por meio de uma carta aberta.  Entre outras práticas antiéticas, elas criticaram a falha em traduzir rótulos e informações de saúde para os idiomas locais e acusaram a empresa de oferecer incentivos a médicos e enfermeiros para promover o uso de fórmulas infantis. A Nestlé negou as alegações e respondeu com uma auditoria, realizada pelo Bureau Veritas, que concluiu que "os requisitos do Código da OMS e do Decreto da República Democrática Popular do Laos estão bem enraizados em todo a empresa", mas que foram violados por materiais promocionais "em 4% dos pontos de venda visitados".
Ernest W. Lefever e o Ethics and Public Policy Center foram criticados por aceitar uma contribuição de 25 mil dólares da Nestlé enquanto a organização estava no processo de desenvolver um relatório investigando os cuidados médicos em países em desenvolvimento, que nunca foi publicado. Foi alegado que essa contribuição influenciou o lançamento do relatório e levou o autor do relatório a submeter um artigo à revista Fortune elogiando a posição da empresa.
A Nestlé está sob investigação na China desde 2011 devido a alegações de que a empresa subornou funcionários de hospitais para obter os prontuários médicos de pacientes e promover sua fórmula infantil para aumentar as vendas, o que foi considerado uma violação de um regulamento chinês de 1995 que visa garantir a imparcialidade do pessoal médico, proibindo hospitais e instituições acadêmicas de promover fórmulas instantâneas para famílias. Como consequência, seis funcionários da Nestlé receberam penas de prisão que variam de um a seis anos.

## Trabalho forçado, escravidão moderna e trabalho infantil

### Escravidão e trabalho infantil na indústria do cacau
Vários relatórios documentaram o uso generalizado de trabalho infantil na produção de cacau, bem como a escravatura e o tráfico de crianças, nas plantações da África Ocidental, das quais a Nestlé e outras grandes empresas de chocolate dependem. De acordo com o documentário de 2010, The Dark Side of Chocolate, as crianças que trabalham têm normalmente entre 12 e 15 anos. A Fair Labor Association criticou a Nestlé por não realizar verificações adequadas.
Em 2005, após a indústria do cacau não ter cumprido o prazo do Protocolo Harkin-Engel para certificar que as piores formas de trabalho infantil (de acordo com a Convenção n.º 182 da Organização Internacional do Trabalho) haviam sido eliminadas da produção de cacau, o International Labor Rights Forum entrou com uma ação judicial sob o Alien Tort Statute [en] contra a Nestlé e outras empresas em nome de três crianças malinesas. A ação alegava que crianças eram traficadas para a Costa do Marfim, forçadas à escravidão e frequentemente espancadas em uma plantação de cacau. Em setembro de 2010, o Tribunal Distrital dos EUA para o Distrito Central da Califórnia determinou que as corporações não podem ser responsabilizadas por violações do direito internacional e rejeitou o processo. O caso foi apelado ao Tribunal de Apelações dos EUA. O Tribunal de Apelações do Nono Circuito reverteu a decisão. Em 2016, A Suprema Corte dos EUA recusou-se a ouvir o recurso da Nestlé à decisão do Nono Circuito.
Um estudo de 2016 publicado na revista Fortune concluiu que aproximadamente 2,1 milhões de crianças em vários países da África Ocidental "ainda realizam o trabalho perigoso e fisicamente exaustivo de colher cacau", observando que "o agricultor médio em Gana na temporada de cultivo de 2013–14 ganhava apenas 84 centavos por dia, e os agricultores na Costa do Marfim apenas 50 centavos (...) bem abaixo do novo padrão de US$ 1,90 por dia do Banco Mundial para pobreza extrema". Sobre os esforços para reduzir o problema, o antigo secretário-geral da Aliança dos Países Produtores de Cacau, Sona Ebai, comentou: “No melhor cenário, estamos fazendo apenas 10% do que é necessário.”
Em 2019, a Nestlé anunciou que não poderia garantir que seus produtos de chocolate estivessem livres de trabalho infantil escravo, pois só conseguia rastrear 49% de suas compras até a origem da fazenda. O Washington Post observou que o compromisso assumido em 2001 para erradicar tais práticas no prazo de quatro anos não foi cumprido, nem no prazo devido de 2005, nem nos prazos revistos de 2008 e 2010, e que o resultado também não seria provavelmente alcançado em 2020.
Em 2021, a Nestlé foi mencionada em uma ação coletiva movida por oito ex-escravos infantis do Mali, que alegaram que a empresa auxiliou e incentivou sua escravidão em plantações de cacau na Costa do Marfim. O processo acusou a Nestlé (junto com Barry Callebaut, Cargill, Mars Incorporated, Olam International, The Hershey Company e Mondelez International) de se envolver conscientemente em trabalho forçado, e os autores da ação pediram indenização por enriquecimento sem causa, supervisão negligente e sofrimento emocional intencional. A ação foi rejeitada em junho de 2021 pela Suprema Corte dos Estados Unidos, com a justificativa de que todas as condutas alegadas na ação ocorreram na Costa do Marfim, e as leis americanas, especificamente o Alien Tort Statute, não poderiam ser aplicadas extraterritorialmente.

### Trabalho forçado na indústria pesqueira tailandesa
Ao final de uma investigação autoimposta de um ano, em novembro de 2015, a Nestlé divulgou que os produtos de frutos do mar adquiridos na Tailândia foram produzidos com trabalho forçado. A Nestlé não é um grande compradora de frutos do mar no Sudeste Asiático, mas realiza alguns negócios na Tailândia — principalmente com sua linha de ração para gatos Purina. O estudo concluiu que praticamente todas as empresas dos estadunidenses e europeias que compram frutos do mar da Tailândia estão expostas aos mesmos riscos de abuso nas suas cadeias de suprimento. Esse tipo de divulgação surpreendeu muitos na indústria, pois empresas internacionais raramente reconhecem abusos em suas cadeias de suprimento.
A expectativa era que a Nestlé lançasse, em 2016, um programa de um ano focado em proteger os trabalhadores ao longo de sua cadeia de suprimentos. A empresa prometeu impor novos requisitos a todos os potenciais fornecedores, treinar proprietários de embarcações e capitães sobre direitos humanos, além de contratar auditores para verificar a conformidade com as novas regras.

## Segurança alimentar

### Produtos lácteos e alimentos para bebês

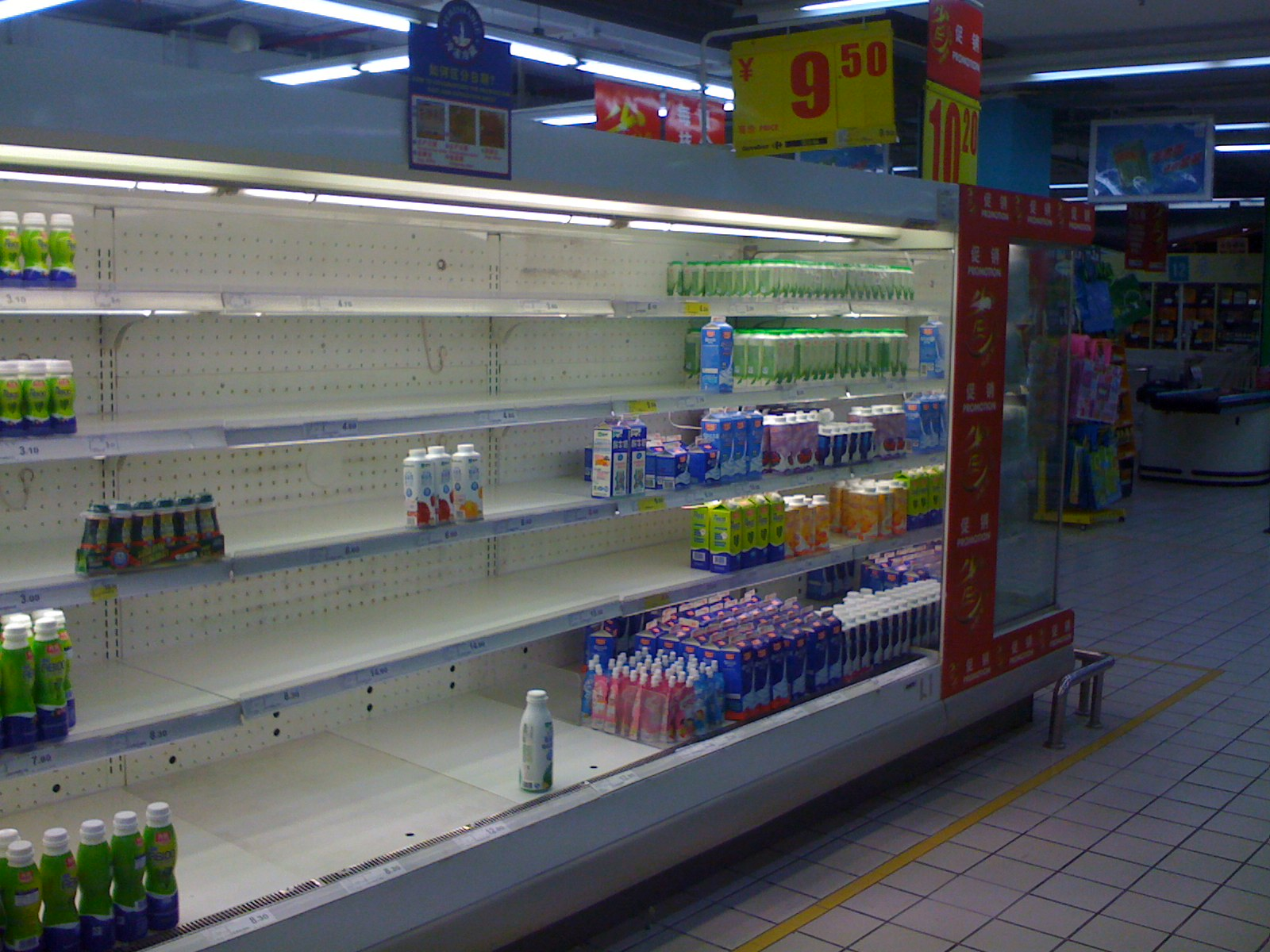
Prateleira de leite vazia em um supermercado Carrefour na China por causa do escândalo

No final de setembro de 2008, o governo de Hong Kong encontrou melamina em um produto lácteo da Nestlé fabricado na China. Seis bebês morreram devido a danos renais e outros 860 bebês foram hospitalizados. O leite da Dairy Farm foi produzido pela divisão da Nestlé na cidade costeira chinesa de Qingdao. A Nestlé afirmou que todos os seus produtos eram seguros e não continham leite adulterado com melamina. Em 2 de outubro de 2008, o Ministério da Saúde de Taiwan anunciou que seis tipos de leite em pó produzidos na China pela Nestlé continham vestígios de melamina em níveis baixos e foram "retirados das prateleiras".
Desde 2013, a Nestlé implementou iniciativas para prevenir contaminações e utiliza o que chama de modelo "fábrica e fazendeiros", que elimina o intermediário. Os fazendeiros levam o leite diretamente para uma rede de centros de coleta de propriedade da Nestlé, onde um sistema computadorizado coleta amostras, testa e marca cada lote de leite. ara reduzir ainda mais o risco de contaminação na fonte, a empresa oferece aos fazendeiros treinamento contínuo e assistência em áreas como seleção de vacas, qualidade da alimentação, armazenamento e outras áreas. Em 2014, a empresa inaugurou o Nestlé Food Safety Institute (NFSI) em Pequim, com o objetivo de atender à crescente demanda da China por alimentos saudáveis e seguros, uma das três principais preocupações dos consumidores chineses. O NFSI anunciou que trabalharia em estreita colaboração com as autoridades para fornecer uma base científica para políticas e normas de segurança alimentar, oferecendo suporte na gestão precoce de questões de segurança alimentar e promovendo colaborações com universidades locais, institutos de pesquisa e agências governamentais.
Em um incidente em 2015, gorgulhos e fungos foram encontrados em alimentos para bebês Cerelac.
Em abril de 2024, uma investigação realizada pela Public Eye, uma ONG suíça, e pela International Baby Food Action Network (IBFAN) revelou que os populares cereais e fórmulas infantis da Nestlé, vendidos em países de baixo e médio rendimento, continham quantidades significativamente mais elevadas de açúcar adicionado, em comparação com os vendidos na Europa e em outras nações desenvolvidas.

### Massa de biscoito
Em junho de 2009, um surto de E. coli O157:H7 foi associado à massa de biscoito (cookie) refrigerada da Nestlé, originária de uma fábrica em Danville, Virgínia. Nos Estados Unidos, causou doenças em mais de 50 pessoas em 30 estados, metade das quais precisou ser hospitalizada. Após o surto, a Nestlé recolheu 30 000 caixas da massa de biscoito. A causa foi determinada como farinha contaminada obtida de um fornecedor de matéria-prima. Quando as operações foram retomadas, a farinha usada passou a ser tratada termicamente para eliminar bactérias.

### Macarrão Maggi
Em maio de 2015, os órgãos reguladores de segurança alimentar do estado de Utar Pradexe, na Índia, descobriram que amostras de macarrão Maggi da Nestlé Índia continham até 17 vezes mais chumbo do que a quantidade segura permitida. Devido a isso, em 3 de junho de 2015, o Governo de Nova Deli proibiu a venda de Maggi nas lojas de Nova Deli por 15 dias. Alguns dos maiores varejistas da Índia, como o Future Group, Big Bazaar, Easyday e Nilgiris, impuseram uma proibição nacional ao Maggi a partir de 3 de junho de 2015. Em 4 de junho de 2015, o Departamento de Defesa de Guzerate proibiu a venda do macarrão por 30 dias, depois de 27 das 39 amostras terem sido detectadas com níveis questionáveis de chumbo metálico, entre outras coisas. Em 5 de junho de 2015, a Autoridade de Segurança e Normas Alimentares da Índia ordenou a proibição de todas as nove variantes aprovadas de macarrão instantâneo Maggi na Índia, considerando-as "inseguras e perigosas" para consumo humano, e o Nepal proibiu indefinidamente o Maggi devido a preocupações com os níveis de chumbo no produto. Os macarrões Maggi foram retirados de cinco países africanos – Quênia, Uganda, Tanzânia, Ruanda e Sudão do Sul – por uma cadeia de supermercados, após uma queixa da Federação de Consumidores do Quênia, como reação à proibição na Índia.
Na Índia, os produtos Maggi voltaram às prateleiras em novembro de 2015, acompanhados por uma campanha publicitária da Nestlé para reconquistar a confiança do consumidor, apresentando itens como o "hino Maggi", uma música por Vir Das e Alien Chutney. A Nestlé retomou a produção de Maggi em todas as cinco fábricas na Índia em 30 de novembro de 2015.
Nas Filipinas, versões localizadas do macarrão instantâneo Maggi foram vendidas até 2011, quando o grupo de produtos foi recolhido devido à suspeita de contaminação por salmonela. O produto não voltou ao mercado, enquanto a Nestlé continuou a vender temperos, incluindo o popular Maggi Magic Sarap.

## Água

### Estado da água potável
No segundo Fórum Mundial da Água, em 2000, a Nestlé e outras corporações persuadiram o Conselho Mundial da Água a mudar sua declaração, mudando o acesso à água potável de um "direito" para uma "necessidade". A Nestlé continua a assumir o controle de aquíferos e a engarrafar a sua água com fins lucrativos. Peter Brabeck-Letmathe, presidente da Nestlé, mais tarde mudou sua declaração, dizendo em uma entrevista de 2013: "Sou o primeiro a dizer que a água é um direito humano". Na mesma entrevista, ele afirmou que era a "responsabilidade primária de cada governo" fornecer 30 litros de água por dia aos cidadãos.

### Garrafas de plástico
Uma coalizão de grupos ambientais apresentou uma queixa contra a Nestlé ao Advertising Standards Canada após a empresa veicular anúncios em páginas inteiras em outubro de 2008, com mensagens como "A maioria das garrafas de água evita aterros sanitários e é reciclada", "Nestlé Pure Life é uma escolha saudável e ecológica" e "Água engarrafada é o produto de consumo mais ambientalmente responsável do mundo". Um porta-voz de um dos grupos ambientais declarou: "Não é possível apoiar a afirmação da Nestlé de que seu produto de água engarrafada  é ambientalmente superior a qualquer outro produto de consumo no mundo". Em seu Relatório de Cidadania Corporativa de 2008, a própria Nestlé declarou que muitas de suas garrafas acabam no fluxo de resíduos sólidos e que a maioria de suas garrafas não é reciclada. A campanha publicitária foi chamada de greenwashing. A Nestlé defendeu seus anúncios, afirmando que provarão que foram verdadeiros em sua campanha.

### Operações de engarrafamento de água na Califórnia, Oregon e Michigan
Uma considerável controvérsia envolveu a marca de água engarrafada da Nestlé, Arrowhead Water, que é extraída de poços ao lado de uma nascente em Millard Canyon, situado em uma reserva indígena na base das Montanhas de San Bernardino, na Califórnia. Embora os representantes da empresa e os representantes da tribo Morongo tenham afirmado que a empresa, que iniciou as suas operações em 2000, está gerando empregos significativos na área e que a nascente está sustentando os fluxos de água superficial atuais, vários grupos de cidadãos locais e comitês de ação ambiental começaram a questionar a quantidade de água retirada devido à seca em curso e às restrições que foram impostas ao uso residencial de água. Além disso, evidências recentes sugerem que representantes do Serviço Florestal não deram continuidade ao processo de revisão da licença da Nestlé para extrair água dos poços de San Bernardino, que expirou em 1988. Em San Bernardino, a Nestlé paga ao Serviço Florestal dos Estados Unidos 524 dólares por ano para bombear e engarrafar cerca de 30 milhões de galões, mesmo durante secas. Peter Gleick, um dos fundadores do Pacific Institute, que investiga questões relacionadas com a água doce, observou: "Cada galão de água que é retirado de um sistema natural para ser engarrafado é um galão de água que não flui por um riacho, que não sustenta um ecossistema natural". Ele também disse: "As nossas agências públicas falharam".
O ex-supervisor florestal Gene Zimmerman explicou que o processo de revisão era rigoroso e que o Serviço Florestal "não tinha dinheiro, orçamento ou equipe" para dar continuidade à revisão da licença da Nestlé, que já havia expirado há muito tempo. No entanto, as observações e ações de Zimmerman foram questionadas por uma série de razões. Em primeiro lugar, juntamente com o gerente de recursos naturais da Nestlé, Larry Lawrence, Zimmerman é membro do conselho e desempenhou um papel vital na fundação da organização sem fins lucrativos Southern California Mountains Foundation, da qual a Nestlé é a doadora mais notável e de longa data. Em segundo lugar, o Prêmio de Parceria Comunitária Zimmerman — um prêmio inspirado nas ações e esforços de Zimmerman "para criar uma parceria público/privada para o desenvolvimento de recursos e engajamento comunitário" — foi concedido pela fundação à divisão de água Arrowhead da Nestlé em 2013. Finalmente, embora Zimmerman tenha se aposentado de seu antigo cargo em 2005, ele atualmente trabalha como consultor pago para a Nestlé, levando muitos jornalistas investigativos a questionar as lealdades de Zimmerman antes de sua aposentadoria do Serviço Florestal.
Em abril de 2015, a cidade de Cascade Locks, Oregon, e o Departamento de Pesca e Vida Selvagem do Oregon, que utiliza água para uma incubadora de salmões, solicitaram ao Departamento de Recursos Hídricos do Oregon a troca permanente de seus direitos de água com a Nestlé; uma ação que não requer uma revisA Nestlé os procurou em 2008 e eles estavam considerando trocar sua água de poço pela água da Oxbow Springs, uma fonte de água de propriedade pública na Área Nacional Cênica do Rio Columbia, e vender a água da nascente, que totaliza mais de 100 milhões de galões de água por ano, para a Nestlé. O plano foi criticado por legisladores e 80 000 cidadãos. A fábrica de engarrafamento da Nestlé em Cascade Locks, com 23 225 metros quadrados e um custo de 50 milhões de dólares, apresentava uma taxa de desemprego de 18,8% e teria 50 funcionários, além de aumentar a arrecadação de impostos sobre a propriedade em 67%. Em maio de 2016, os eleitores do Condado de Hood River votaram 69% a favor e 31% contra a medida que proibia grandes operações de engarrafamento na área. No entanto, em Cascade Locks, o único distrito do Condado de Hood River, os eleitores decidiram contra a medida, com 58% votando contra e 42% a favor. Como resultado, o conselho municipal de Cascade Locks votou 5 a 1 para continuar a luta. Logo depois, a governadora Kate Brown ordenou que autoridades estaduais interrompessem uma troca de direitos de água que era crucial para o acordo, citando razões fiscais e não ambientais. A Nestlé reconheceu então que a troca "não será levada adiante", marcando o fim definitivo da operação de engarrafamento planeada.
Embora um acordo judicial de 2005 tenha dado à Nestlé o direito de bombear 250 galões por minuto (GPM) de um poço no município não incorporado de Osceola, Condado de Osceola, Michigan, a Nestlé tentou aumentar essa taxa para 400 GPM. Sua água engarrafada é vendida sob o selo Ice Mountain Spring. A comissão de planejamento local negou o pedido para construir uma estação de bombeamento para aumentar a capacidade da tubulação que fornece água a um depósito de caminhões-pipa a certa distância da cidade. Cidadãos locais criaram considerável oposição popular ao plano, com 55 oponentes testemunhando contra a proposta em uma reunião com a presença de quase 500 pessoas em julho de 2017. O litígio tem sido custoso para a pequena cidade, que recebe sua única compensação: uma taxa anual de bombeamento de 200 dólares. Em relação à Lei de Água Potável Segura de Michigan de 1976, seção 17, uma medida precipitada pelas exigências anteriores da Nestlé, Bill Cobbs, um atual candidato democrata ao governo, disse: "Isso está errado — quando esta lei foi escrita em 1976, nunca foi intenção que a água fosse colocada à venda". A situação "David vs. Golias" está atraindo cada vez mais atenção nacional. A Nestlé aborda a água puramente como uma mercadoria. Em 1994, Helmut Maucher, CEO da Nestlé, comentou: "As fontes são como o petróleo. Você sempre pode construir uma fábrica de chocolate. Mas as fontes você tem ou não tem". Seu sucessor, Peter Brabeck-Letmathe, foi criticado quando, em um documentário de 2005, ele promoveu e racionalizou de forma semelhante a mercantilização da água, dizendo: "Uma perspectiva mantida por várias ONGs — que eu chamaria de extrema — é que a água deve ser declarada um direito humano".
Em abril de 2021, e após muitas reclamações sobre direitos à água e petições online contra a Nestlé, o Conselho de Controle de Recursos Hídricos da Califórnia informou à empresa que ela deve parar com os desvios não autorizados de águas de nascentes naturais na Floresta de San Bernardino.

## Fixação de preços

### Fixação de preços de chocolate
No Canadá, o Competition Bureau fez uma busca nos escritórios da Nestlé Canadá (junto com os da Hershey Canadá e da Mars Canadá) em 2007 para investigar a questão da fixação de preços de chocolates. Alega-se que os executivos da Nestlé (fabricante do KitKat, Coffee Crisp e Big Turk) conspiraram com concorrentes no Canadá para inflacionar os preços.
O Bureau alegou que os executivos dos concorrentes se reuniam em restaurantes, cafeterias e convenções, e que o CEO da Nestlé Canadá, Robert Leonidas, certa vez entregou a um concorrente um envelope contendo informações sobre preços de sua empresa, dizendo: "Quero que você ouça da alta direção – eu levo meus preços a sério."
A Nestlé e as outras empresas foram alvo de ações coletivas por fixação de preços depois que as buscas foram tornadas públicas em 2007. A Nestlé fez um acordo por 9 milhões de dólares, sem admitir responsabilidade, sujeito à aprovação do tribunal no ano seguinte. Uma ação coletiva em massa continua nos Estados Unidos.

### Fixação do preço do leite
Em fevereiro de 2024, a Audiência Nacional da Espanha multou a Nestlé em 6,86 milhões de euros por formar um cartel com outras empresas de laticínios para evitar concorrência na compra de leite de produtores espanhóis entre 2000 e 2013. Os agricultores podem agora continuar a processar por danos.

## Maquiagem de produtos
A Nestlé Brasil tem praticado maquiagem de produtos e foi processada e multada pelo Departamento de Proteção e Defesa do Consumidor (DPDC) inúmeras vezes ao longo dos anos. Segundo o DPDC, investigações demonstraram que os casos de maquiagem de produtos feitos pela Nestlé Brasil remontam a 2001. A marca frequentemente modifica as embalagens de seus produtos, reduzindo o peso e a quantidade sem avisar previamente os consumidores, o que é ilegal.  Entre os produtos afetados estão alimentos infantis, biscoitos, bebidas, cereais, chocolates em barra, leite em pó, sorvetes, rações para animais, entre outros.

## Pagamento da dívida etíope
Em 2002, a Nestlé exigiu que a Etiópia pagasse 6 milhões de dólares em dívidas com a empresa, numa época em que o país sofria uma grave fome. A Nestlé recuou em sua demanda depois que mais de 8 500 pessoas reclamaram por e-mail à empresa sobre o tratamento dado ao governo etíope. A empresa concordou em reinvestir no país qualquer dinheiro que recebesse da Etiópia. Em 2003, a Nestlé concordou em aceitar uma oferta de 1,5 milhões de dólares americanos e doou o dinheiro a três instituições de caridade ativas na Etiópia: Cruz Vermelha, Caritas e ACNUR.

## Conflito russo-ucraniano

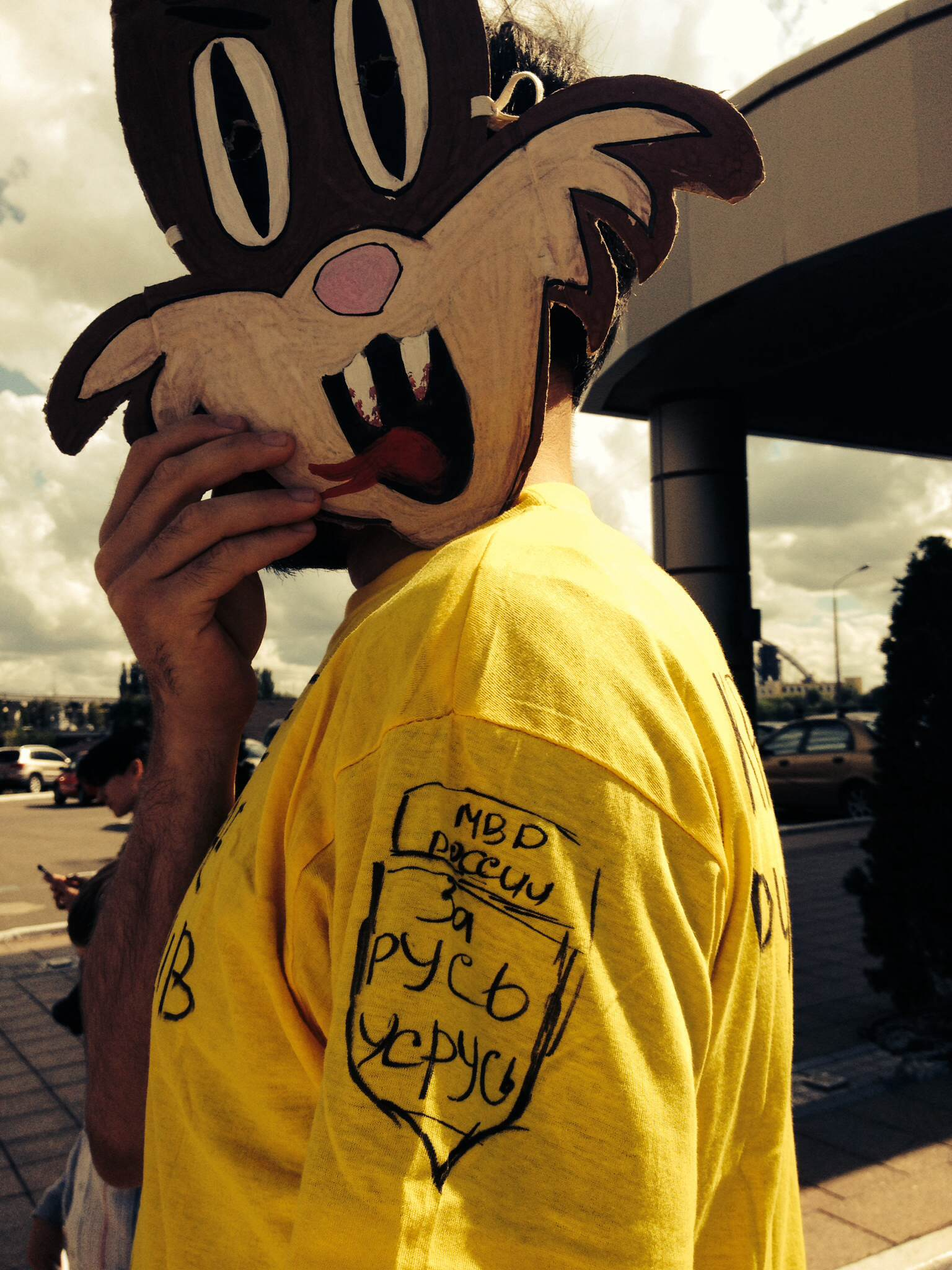
Um coelho "Nesquik-rashista" em uma manifestação antirrussa, Kiev

Em agosto de 2015, o canal de TV ucraniano Ukrayina se recusou a contratar uma funcionária da revista semanal Krayina, Alla Zheliznyak, como apresentadora de um programa de culinária porque ela fala ucraniano. A exigência de contratar apenas um apresentador que falasse russo foi alegadamente definida por um patrocinador do programa – Nesquik, que é uma marca da Nestlé S.A. Ativistas do movimento civil Vidsich realizaram uma manifestação perto do escritório da empresa em Kiev, acusando a Nestlé de discriminar pessoas que falam ucraniano e de apoiar a russificação da Ucrânia. Eles também criticaram produtos vendidos na Ucrânia que são fabricados na Rússia e ameaçaram um boicote.
Após a invasão da Ucrânia pela Rússia em 2022, que começou em 24 de fevereiro, muitas empresas internacionais, principalmente ocidentais, se retiraram da Rússia. Ao contrário da maioria dos seus concorrentes ocidentais, a Nestlé foi lenta para anunciar desinvestimentos ou redução de suas operações na Rússia, o que gerou críticas. A Nestlé emprega 7 000 trabalhadores na Rússia e declarou que pretende protegê-los. O presidente ucraniano, Volodymyr Zelensky, apelou à cessação das atividades empresariais que ajudam a financiar a invasão da Ucrânia. A Nestlé suspendeu o envio de itens não essenciais, mas continuou a produzir alimentos essenciais na Rússia. A empresa afirmou que "nossas atividades na Rússia irão concentrar-se no fornecimento de alimentos essenciais, como alimentos para bebês e nutrição médica/hospitalar".
Em 2 de novembro de 2023, a Agência Nacional de Prevenção à Corrupção (NACP) ucraniana inclui a empresa na sua lista de patrocinadores internacionais da guerra.

## Atividades antissindicais na Colômbia
A Nestlé tem se envolvido em extensas atividades de combate aos sindicatos na Colômbia desde que chegou ao país. Segundo um porta-voz do Sinaltrainal, o Sindicato Colombiano dos Trabalhadores da Alimentação: "A Nestlé converte as fábricas em acampamentos para as forças de segurança pública, a fim de criar terror na comunidade, destruir a unidade dos trabalhadores e desinformar os membros do sindicato, com o objetivo de colocá-los contra os líderes e destruir o movimento".

## Desmatamento
Em setembro de 2017, uma investigação conduzida pela ONG Mighty Earth concluiu que uma grande quantidade do cacau utilizado no chocolate produzido pela Nestlé e outras grandes empresas de chocolate era cultivada ilegalmente em parques nacionais e outras áreas protegidas na Costa do Marfim e no Gana. Os países são os dois maiores produtores de cacau do mundo.
O relatório documenta como em vários parques nacionais e outras áreas protegidas, 90% ou mais da massa de terra foi convertida para o cultivo de cacau. Menos de 4% da Costa do Marfim continua densamente florestada e a abordagem laissez-faire das empresas de chocolate em relação à obtenção de matéria-prima impulsionou uma vasta desflorestação também em Gana. Na Costa do Marfim, a desflorestação empurrou os chimpanzés para apenas algumas pequenas áreas e reduziu a população de elefantes do país de várias centenas de milhares para cerca de 200–400.